# Compsomera nigricollis
Compsomera nigricollis là một loài bọ cánh cứng trong họ Cerambycidae.